# Facharzt für Neurochirurgie
Facharzt für Neurochirurgie, auch Neurochirurgin/Neurochirurg, ist in Deutschland die offizielle Bezeichnung für einen Facharzt, der sich auf die ärztliche Tätigkeit im Gebiet Neurochirurgie spezialisiert hat.

## Gebiet Neurochirurgie
Das Gebiet Neurochirurgie umfasst die Erkennung, operative, perioperative und konservative Behandlung, Nachsorge und Rehabilitation von Erkrankungen, Verletzungen, Verletzungsfolgen und Fehlbildungen des zentralen Nervensystems, seiner Gefäße und seiner Hüllen, des peripheren und vegetativen Nervensystems.

## Facharzt-Weiterbildung
Um in Deutschland als Facharzt für Neurochirurgie tätig werden zu können, muss man nach dem Abschluss eines Medizinstudiums und erteilter Approbation als Arzt eine mindestens 72 Monate dauernde Weiterbildung im Gebiet Neurochirurgie mit Erfolg absolviert haben. Die Berechtigung zur Führung einer Facharzt- oder Zusatzbezeichnung wird nach einer mündlichen Prüfung von der zuständigen Landesärztekammer erteilt.
Die Weiterbildung muss an zugelassenen Weiterbildungsstätten absolviert werden: mindestens 72 Monate im Gebiet Neurochirurgie, davon müssen abgeleistet werden:
- 6 Monate in der intensivmedizinischen Versorgung neurochirurgischer Patienten.

Bis zu 12 Monate Weiterbildung können in anderen Gebieten erfolgen.
Bei der Anmeldung zur Weiterbildungsprüfung müssen der zuständigen Ärztekammer sämtliche Nachweise über die erfüllten Mindestanforderungen vorgelegt werden. Dazu gehören auch die Logbuch-Dokumentationen über alle durch die MWBO vorgegebenen Inhalte der Weiterbildung. Zur Weiterbildungsprüfung muss man darlegen, dass man über die entsprechenden Kenntnisse, Erfahrungen und Fertigkeiten im Fach verfügt.

### Inhalte der Weiterbildung
Zur Weiterbildungsprüfung muss dargelegt werden können, dass man Kenntnisse, Erfahrungen und Fertigkeiten unter anderem in folgenden Bereichen erlangt hat:
- Wundheilung und Narbenbildung
  - Wundmanagement und stadiengerechte Wundtherapie
  - Defektdeckung bei akuten und chronischen Wunden
  - Betreuung palliativmedizinisch zu versorgender Patienten
- Operative Basistechnik, unter anderem
  - Einrichtung und Durchführung der Neuronavigation
  - Kraniotomien, infra- und supratentoriell, und operative Zugänge zur Wirbelsäule
  - Lumbale und ventrikuläre Liquordrainage
- Neurochirurgische Bildgebung und technische Untersuchungsverfahren
- Erkennung, Erstversorgung und Management spontaner und traumatischer neurochirurgischer Notfälle, z. B. Schädelhirntrauma, Blutung, Querschnittssyndrom
- Neurochirurgische Intensivmedizin
- Konservative und operative Therapie neurochirurgischer Infektionen
- Epilepsiechirurgie
- Neurochirurgische Schmerztherapie
- Behandlung von Tumorerkrankungen des Gehirns, des Rückenmarks und deren Hüllstrukturen
- Neurochirurgische Nachbehandlung und Rehabilitation
- Behandlung von Hydrozephalus und Fehlbildungen bei Kindern und Erwachsenen
- Operationen von intra-, extraduralen Hämatomen, Liquorfisteln, Impressionsfrakturen, Kranioplastien
- Wirbelsäulen- und Rückenmarkschirurgie
- Neurochirurgie peripherer Nerven
- Vaskuläre Neurochirurgie
- Strahlenschutz

Die Inhalte der Musterweiterbildungsordnung sind allerdings nur eine Empfehlung für die rechtsverbindlichen Weiterbildungsordnungen der Landesärztekammern, die hiervon abweichende Regelungen treffen können.

## Zusatz-Weiterbildungen
Fachärztinnen und -ärzte für Neurochirurgie haben die Möglichkeit, sich durch Zusatz-Weiterbildung weiter zu qualifizieren. Hierzu gehören insbesondere die Zusatz-Weiterbildungen Intensivmedizin und Medikamentöse Tumortherapie. Außerdem besteht die Möglichkeit der Qualifizierung in den Zusatz-Weiterbildungen, die Fachärzten der Gebiete der unmittelbaren Patientenversorgung vorbehalten sind.